# Conne-de-Labarde
Conne-de-Labarde är en kommun i departementet Dordogne i regionen Nouvelle-Aquitaine i sydvästra Frankrike. Kommunen ligger i kantonen Issigeac som tillhör arrondissementet Bergerac. År 2022 hade Conne-de-Labarde 255 invånare.

## Befolkningsutveckling
Antalet invånare i kommunen Conne-de-Labarde
Referens:INSEE